# Mazzolla
Mazzolla è una frazione del comune italiano di Volterra, nella provincia di Pisa, in Toscana.

## Geografia fisica
Il borgo è situato a circa 350 m d'altitudine tra le alture di monte Terzi (461 m), poggio Castelluccio (230 m) e il monte Soldano (555 m) che domina la frazione a sud-est. Mazzola sorge a occidente del torrente Fosci, ed il suo territorio è interessato anche dal corso d'acqua del Botrone, del botro di Ser Ripoli e del botro di Pollaio, che confluendo insieme danno vita al torrente Zambra.

## Storia
La località è menzionata in una permuta di beni del vescovo Pietro datata 18 ottobre 1080, ma il castello è documentato negli atti almeno al XIII secolo. I mazzolani giurarono fedeltà al comune di Volterra il 3 giugno 1318, comune sotto il quale rimase per i secoli successivi. Negli statuti volterrani del 1411 si legge che a Mazzolla doveva essere prevista la presenza di un ufficiale a presidio del castello.
Nel 1551 sono censiti 164 abitanti, aumentati a 239 unità nel 1745 e 370 nel 1833. In età contemporanea la frazione ha subito un forte spopolamento, che ha ridotto la popolazione a poche decine di unità.

## Monumenti e luoghi d'interesse
- Chiesa di San Lorenzo[4]
- Villa Falchi-Viti[4]
- Fattoria Viti[4]